# Bartatiw
Bartatiw (ukrainisch Бартатів; russisch Бартатов Bartatow, polnisch Bartatów) ist ein Dorf in der westukrainischen Oblast Lwiw mit etwa 720 Einwohnern.

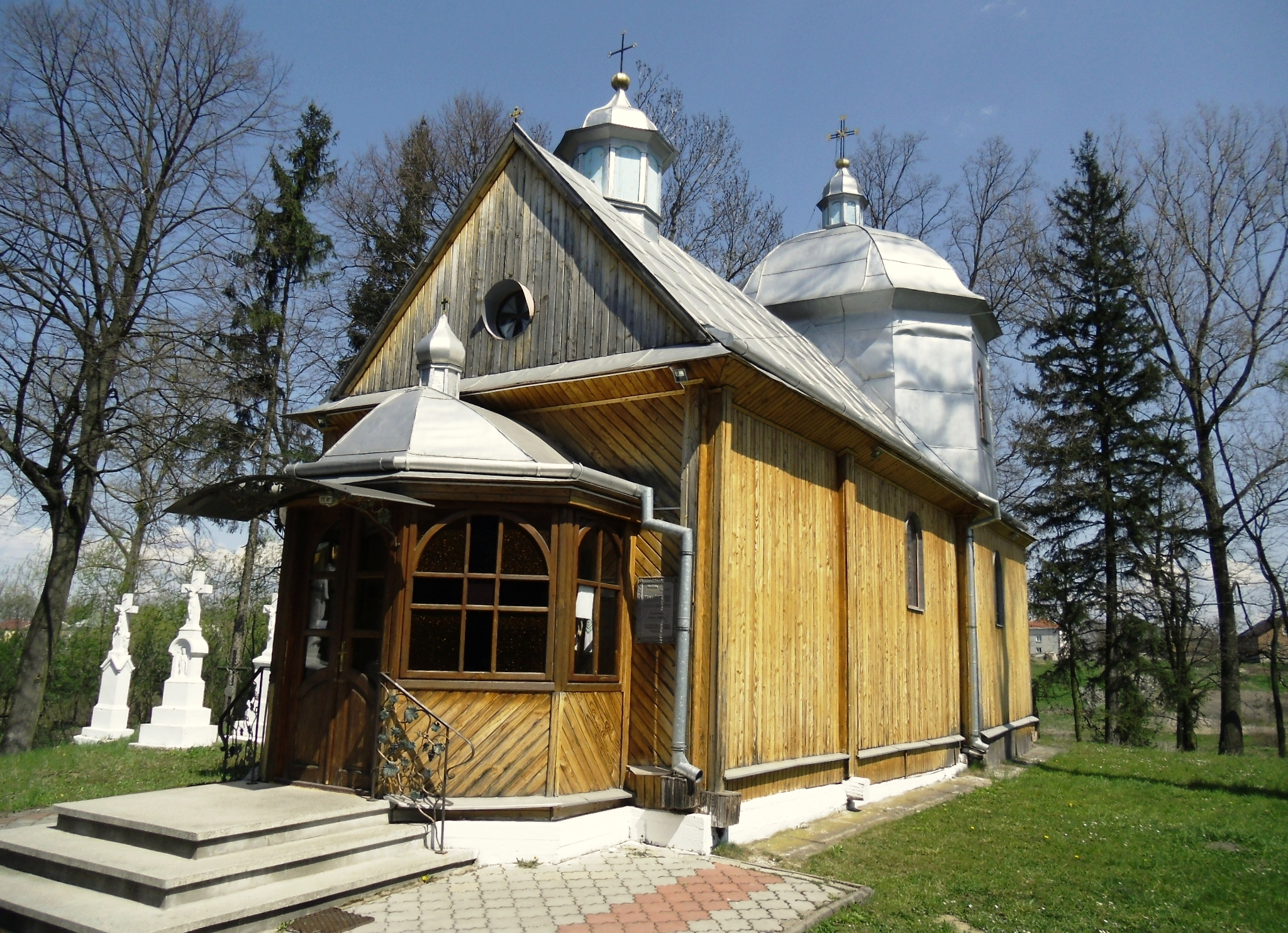
Griechisch-katholische Holzkirche, errichtet 1826

Am 12. Juni 2020 wurde das Dorf ein Teil der neu gegründeten Stadtgemeinde Horodok im Rajon Lwiw, bis dahin gehörte es mit dem Dorf Wolja-Bartatiwska (Воля-Бартатівська) zur gleichnamigen Landratsgemeinde Bartatiw (Бартатівська сільська рада/Bartatiwska silska rada) im Rajon Horodok.

## Geschichte
Der Ort wurde im Jahre 1433 als Bartholdowa karczma qui fuit alias Bartholdi, also als eine Schänke (polnisch karczma) von Barthold erwähnt. 1442 wurde didta Bartholtowa Carczma als ein neues Städtchen bezeichnet. Die Entwicklung zur einer Stadt scheiterte, Bartultowa (1578) bzw. Partutow (16. Jahrhundert) behielt den Charakter eines Dorfs im Besitz des römisch-katholischen Erzbistums Lemberg.
Er gehörte zunächst zum Lemberger Land in der Woiwodschaft Ruthenien der Adelsrepublik Polen-Litauen. Bei der Ersten Teilung Polens kam das Dorf 1772 zum neuen Königreich Galizien und Lodomerien des habsburgischen Kaiserreichs (ab 1804). 1785 wurde die Reichsstraße von Wien nach Lemberg durch Bartatiw eröffnet.
Im Jahre 1900 hatte die Gemeinde Bartatów 120 Häuser mit 745 Einwohnern, davon waren 497 ruthenischsprachig, 248 polnischsprachig, 522 griechisch-katholisch, 215 römisch-katholisch, 8 Juden.
Nach dem Ende des Polnisch-Ukrainischen Kriegs 1919 kam die Gemeinde zu Polen. Im Jahre 1921 hatte die Gemeinde Bartatów 126 Häuser mit 799 Einwohnern, davon waren 518 Ruthenen, 273 Polen, 6 Juden (Nationalität), 2 Deutsche, 538 griechisch-katholisch, 241 römisch-katholisch, 11 Juden (Religion), 9 evangelisch.
Neben der älteren griechisch-katholischen Kirche (Bild oben) wurde 1911 bis 1924 eine römisch-katholische Kirche erbaut, nach 1945 geschlossen, ab 1990 orthodox.
Im Zweiten Weltkrieg gehörte der Ort zuerst zur Sowjetunion und ab 1941 zum Generalgouvernement, ab 1945 wieder zur Sowjetunion, heute zur Ukraine.